# Puerto Viejo de Talamanca
Puerto Viejo ou Puerto Viejo de Talamanca (Talamanque, en français) est une localité du Costa Rica située dans la province de Limón, sur la côte de la mer des Caraïbes.

## Géographie
La commune est située au bord de la mer des Caraïbes.
La population est majoritairement d'origine costa-ricienne, avec une proportion de descendants de Jamaïcains, ainsi que nombre d'européens.
Les environs de la ville et les montagnes abritent la population autochtone Bribri.
Une autre ville porte le nom de Puerto Viejo de Sarapiquí, au nord-ouest du Costa Rica, ce qui peut dérouter les visiteurs. Les cars au départ de la gare routière de San José pour les deux Puertos Viejos affichent la même destination, « Puerto Viejo ».
Puerto Viejo a un climat tropical. Les températures sont constantes toute l'année. Les heures de lever et coucher de soleil varient aussi très peu (respectivement autour de 6h00 du matin et 6h00 du soir).

## Historique
Le village s'est appelé Old Harbor jusqu'à la décision du gouvernement costa-ricien d'adopter l'espagnol comme langue officielle, et de changer le nom des villes et des lieux-dits de l'anglais en espagnol. Fields est devenue Bri Bri. Bluff est devenue Cahuita. La culture afro-caribéenne anglophone a été activement démantelée.

## Tourisme
Puerto Viejo est connue de la communauté des surfeurs.

## Faune et flore
Au nord se trouve le parc national de Cahuita, ainsi qu'un centre de soins d'animaux sauvages L'Arbre-de-Vie. À Punta Cocles, se trouve un autre centre de soins, nommé rescue jaguar center car le premier pensionnaire recueilli fut un jaguar. Aujourd'hui on y soigne singes hurleurs, paresseux et tout autre animal sauvé de l'électrocution ou récupéré chez des particuliers. Au sud se trouve la zone protégée de Gandoca-Manzanillo.